# Anoba hamifera
Anoba hamifera är en fjärilsart som beskrevs av George Francis Hampson 1902. Anoba hamifera ingår i släktet Anoba och familjen nattflyn. Inga underarter finns listade i Catalogue of Life.